# 安杰依·斯特雷劳

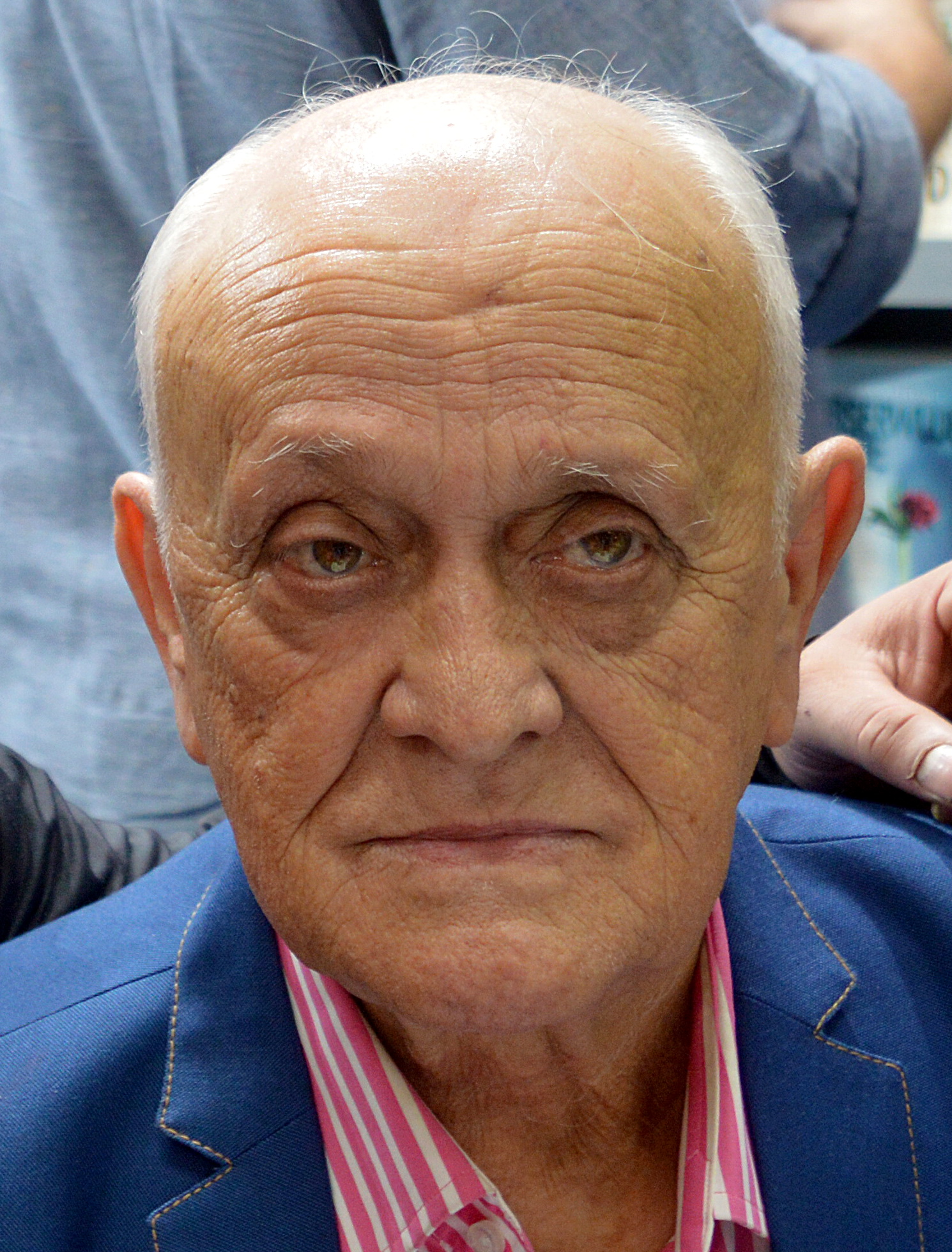
安杰依·斯特雷劳

安杰依·斯特雷劳（波蘭語：Andrzej Michał Strejlau，1940年2月19日—），是波兰已退役的足球运动员和主教练。
1989-1993年期间，他曾经是波兰国家队的主教练。1997年7月至1998年6月，他曾经在中国甲A联赛上海申花执教。
1. ↑  . 东方网. 2001-12-19  [2020-12-06]. （原始内容存档于2002-11-19）.